# Station Olszyna Lubańska
Station Olszyna Lubańska is een spoorwegstation in de Poolse plaats Olszyna.